# Paul Barbreau
Paul Augustin Edouard Barbreau (ur. 16 września 1894, zm. 2 czerwca 1976) – francuski as myśliwski z czasów I wojny światowej. Osiągnął 8 zwycięstw powietrznych (wszystkie nad balonami). Należał do asów posiadających tytuł honorowy Balloon Buster.
Paul Barbreau urodził się w Oranie w rodzinie francuskiej. Studiował w Algierze i tutaj 16 września 1914 roku został zmobilizowany. Pierwsze trzy lata wojny służył w piechocie. Od 1 kwietnia 1917 roku został przeniesiony do lotnictwa Armée de l’air i po przejściu szkolenia uzyskał licencję pilota (14 maja 1917) i został przydzielony do eskadry N 154. Pierwsze zwycięstwo powietrzne odniósł 2 czerwca 1918 roku nad balonem obserwacyjnym. Łącznie zestrzelił ich osiem.